# Object Query Language
Object Query Language (OQL) – obiektowy język zapytań według standardu ODMG (Object Data Management Group). Składnia OQL wzorowana jest na SQL. Semantyka OQL bazuje na modelu obiektowym ODMG oraz wprowadza mocną kontrolę typów (co różni go od SQL), jakkolwiek ten system typów krytykowany jest jako niespójny. OQL posiada operatory podobne do operatorów SQL, ale wprowadza także szereg nowych, m.in. zależne złączenie (dependent join) i operatory umożliwiające konstruowanie złożonego wyniku. OQL jest dość mocnym językiem (w zakresie wyszukiwania mocniejszym od SQL); posiada również znacznie bardziej ortogonalną konstrukcję niż SQL. Podobieństwo OQL do SQL jest oparte na syntaktycznej mimikrze – w istocie, od strony modelu danych i semantyki są to bardzo różne języki.
Podstawową wadą OQL jest zbyt luźne zintegrowanie z interfejsami i konstrukcjami programistycznymi (ten oczywisty wniosek jest jednak negowany przez twórców OQL). Innymi wadami OQL są: niezbyt precyzyjna semantyka (lub raczej brak istotnego podejścia do specyfikacji semantyki), brak uniwersalności, brak możliwości definiowania widoków i abstrakcji proceduralnych takich jak operacje aktualizacyjne, klasy, metody, zapamiętane procedury i reguły. Wady OQL spowodowały, że jak dotąd nie istnieje pełna implementacja tego języka zgodna ze jego specyfikacją. Niemniej OQL funkcjonuje jako pewien wzorzec obiektowego języka zapytań, zaprzeczający lansowanemu komercyjnemu stereotypowi, że języki zapytań są możliwe tylko dla relacyjnych lub obiektowo-relacyjnych baz danych. Najbliższy idei OQL jest popularny obecnie interfejs Hibernate dostępu do relacyjnych baz danych z poziomu języka Java.
Ponieważ konsorcjum ODMG rozwiązało się, nie jest możliwy dalszy rozwój OQL w ramach tego ciała. Istnieje natomiast propozycja kontynuacji standardu ODMG i języka OQL na terenie znacznie większego ciała standardyzacyjnego o ogromnym autorytecie, jakim jest OMG (Object Management Group). Inicjatywa nosi nazwę "obiektowych baz danych 4. generacji".
OQL, jako język zapytań dla obiektowych baz danych, przełamał pewne fałszywe stereotypy funkcjonujące w społeczności baz danych, między innymi ten, że hermetyzacja i języki zapytań są wzajemne sprzeczne. Uczynił również wyłom w podobnym stereotypie głoszącym, że programowanie obiektowe wymusza dostęp do obiektów wyłącznie przy pomocy metod zdefiniowanych przez programistę; bezpośredni dostęp do stanu obiektu (jego atrybutów) jest złamaniem zasad obiektowości. OQL pokazuje, że te zasady i ograniczenia wynikają bardziej z przesłanek ideologiczno-spekulacyjnch niż możliwości technicznych.
Poniżej kilka przykładów w OQL:
Operator select wewnątrz from: 
```
select
 
struct
(
 
w
:
 
x
.
wiek
,
 
p
:
 
x
.
płeć
 
)
 

from
 
(
select
 
y
 
from
 
Pracownicy
 
as
 
y
 
where
 
y
.
gr_zawodowa
 
=
 
10
)
 
as
 
x
 

where
 
x
.
nazwisko
 
=
 
"Nowak"

```

Zależne złączenie:
```
select
 
s
.
nazwisko
,
 
w
.
nazwa_wykładu
 
from
 
Studenci
 
as
 
s
,
 
s
.
zapisany_na
 
as
 
w

```

Złożone warunki i złączenia:
```
select
 
d
.
adres
 
from
 
Osoby
 
as
 
x
,
 
x
.
dzieci
 
as
 
d
 

where
 
x
.
adres
.
ulica
 
=
 
"Chrobrego"
 
and
 
count
(
x
.
dzieci
)
 
>=
 
2
 
and
 
d
.
adres
.
miasto
 
!=
 
x
.
adres
.
miasto

```